# 1493 w literaturze
Wydarzenia literackie w 1493 roku.

## Urodzili się
- 6 stycznia – Olaus Petri, szwedzki pisarz i tłumacz (zm. 1552)
- 11 listopada – Bernardo Tasso, włoski poeta (zm. 1569)